# Lasioglossum zingowli
Lasioglossum zingowli är en biart som först beskrevs av Cheesman och Perkins 1939.  Lasioglossum zingowli ingår i släktet smalbin, och familjen vägbin. Inga underarter finns listade i Catalogue of Life.